# Palpita chalcicraspis
Palpita chalcicraspis là một loài bướm đêm trong họ Crambidae.